# عبد الله بن عمر بن يحيى
عبد الله بن عمر بن يحيى (1209 - 1265 هـ) فقيه ومصلح اجتماعي أحد العبادلة السبعة الفقهاء بحضرموت. اشتغل بالتدريس ونشر العلم والدعوة إلى الله، وكان يعظم حملة العلم وطلابه ويرعاهم. سافر إلى إندونيسيا وماليزيا والهند وقام بنشر الدعوة المحمدية هناك، وله فيها حوادث وقصص. كما جمع كتبا كثيرة مخطوطة، أكملها ابنه عقيل فصارت مكتبة عظيمة بالمسيلة. وكان ممن سعى في إصلاح حضرموت، وواصل العمل لإقامة دولة آل عبد الله الكثيرية بمبلغ كبير من المال.

## نسبه
عبد الله بن عمر بن أبي بكر بن عمر بن طه بن محمد بن شيخ بن أحمد بن يحيى بن حسن الأحمر بن علي العناز بن علوي بن محمد مولى الدويلة بن علي بن علوي الغيور بن الفقيه المقدم محمد بن علي بن محمد صاحب مرباط بن علي خالع قسم بن علوي بن محمد بن علوي بن عبيد الله بن أحمد المهاجر بن عيسى بن محمد النقيب بن علي العريضي بن جعفر الصادق بن محمد الباقر بن علي زين العابدين بن الحسين السبط بن علي بن أبي طالب، وعلي زوج فاطمة بنت محمد ﷺ.
فهو الحفيد 31 لرسول الله محمد ﷺ في سلسلة نسبه.

## مولده ونشأته
ولد بقرية غرف آل الشيخ (المسيلة) ليلة الجمعة العشرين من شهر جمادى الأولى سنة 1209 هـ، ووالدته خديجة بنت حسين بن طاهر، وآل طاهر أخواله وأخوال أبيه. نشأ في كنف والده، وحفظ القرآن في سن مبكر، ثم اتجه لطلب العلوم عن الأئمة الأعلام، وقرأ عليهم من كتب العلوم الشرعية تفسيرا وحديثا وفقها وتصوفا وآلاتها ما يتعسر عده ويتعذر ضبطه، وتفوق في كثير من العلوم الظاهرة والباطنة، وقد أذن له مشايخه في التدريس والإفتاء منذ شبابه كما أجازوه وألبسوه.

## شيوخه
تتلمذ على عدد من العلماء بالمسيلة وتريم وسيئون وتريس وذي أصبح وشبام، وزار الحرمين ومر باليمن وتلقى العلم على من لقيهم، منهم:
| - والده عمر بن أبي بكر بن يحيى - خاله طاهر بن حسين بن طاهر - خاله عبد الله بن حسين بن طاهر - حسن بن صالح البحر - أحمد بن عمر بن سميط - عبد الله بن أبي بكر عيديد | - عمر بن أحمد الحداد - علوي بن أحمد الحداد - علوي بن سقاف الصافي - عبد الرحمن بن حامد المنفر - سقاف بن محمد الجفري - محمد بن سالم الجفري | - علوي بن محمد مولى الدويلة - عمر عبد رب الرسول العطار - عقيل بن عمر بن يحيى - عبد الرحمن بن سليمان الأهدل - يوسف بن محمد البطاح الأهدل - حسين بن حسن العيدروس | - عبد القادر بن محمد الحبشي - حسن بن عبد الله العمودي - عبد الله بن أحمد باسودان - عبد الله بن سعد بن سمير |

## تلاميذه
وانتفع به وأخذ عنه الجم الغفير منهم:
| - ابنه عقيل بن عبد الله بن يحيى - ابنه عمر بن عبد الله بن يحيى - ابنه محمد بن عبد الله بن يحيى | - حفيده عمر بن محمد بن يحيى - علي بن علوي بن عبد الله بن طاهر - عيدروس بن عمر الحبشي | - حسين بن عبد الرحمن الجفري - صالح بن عبد الله العطاس - عثمان بن عبد الله بن يحيى | - عبد الرحمن بن علي السقاف - محسن بن علوي السقاف - محمد بن علي السقاف |

## حياته العلمية
تولى تدريس العلم الشريف، وانتفع به كثيرون في بلده وما دخلها من أقطار العالم، واشتغل بالإفتاء، ومن طالع فتاواه وما كتب من أجوبة عَلِم أن الفتوى كانت تُحمل إليه من أرجاء حضرموت واليمن وجاوة وغيرها من البلدان والتي اختصرها عبد الرحمن بن محمد المشهور في كتاب «بغية المسترشدين». وقد توالت أسفاره فزار اليمن ومصر والهند وجاوة، وكان سفره طلبا للعلم والدعوة والعلاج، وكان يحب السياحة، وقد كتب كثيرا من فتاويه في تلك البلاد، ودخل الإسلام على يديه خلق كثير، وكان من عادته أنه يستصحب معه عدة من كتبه وبعضا من تلامذته على نفقته في جميع أسفاره فلا يترك التدريس حضرا ولا سفرا. وقد تبحر في علم الفقه وبلغ من ذكائه وعلمه أنه لما وصل جاوة سنة 1227 هـ حكّموه في قضية تركة المثري حسين بن عبد الرحمن عيديد والتي عجز الحكام والعلماء بجاوة عن الفصل فيها فحكم فيها حكما منصفا. أما عبادته وتهجده فقد ذكر أنه لم يصل فرض منفردا قط، ولم يترك التهجد من صغره أبدا تاليا فيه في كل ركعة من تهجده ثلث القرآن وهو من المطيلين للصلاة المفروضة أربعين دقيقة حتى أنه يقال إن رجليه ورمتا من كثرة القيام في الصلاة.
وكان عظيم المحبة لأهل البيت النبوي شديد الاعتقاد فيهم، خصوصا السادة آل أبي علوي لا يُفضّل عليهم غيرهم، ويبالغ في الثناء عليهم وتعظيم أحوالهم، مجتهدا في ضبط أنسابهم وسيرهم وكراماتهم وما كانوا عليه. وكان لا يُفضّل شيئا من سائر طرق الصوفية أجمعين على طريقتهم، ويلوم من السادة العلويين من يتعلق بغير طريق أسلافه ويقول: "إنه لا يُفتح منه شيء، وإنه رُبما يصاب، وإنهم لهم غيرة شديدة على من خرج من طريقتهم إلى طريق آخر من أولادهم أو ممن دخل في طريقهم. وأعظمهم غيرة على ذلك: الفقيه المقدم محمد بن علي، وأبو بكر بن عبد الله العيدروس، وعبد الله بن علوي الحداد". وقال: "من أراد أن يعرف طريقة ساداتنا آل باعلوي فليطالع في كتب سيدنا الحبيب عبد الله الحداد، فإن طريقتهم الكتاب والسنة وكمال الاتباع لرسول الله ﷺ في جميع الأقوال والأفعال، والحبيب عبد الله الحداد قد شرحها بتقريب لأنه المجدد لطريقتهم".
ويعرف في غير حضرموت بـ"صاحب البقرة"، وقصة البقرة مشهورة عنه وخلاصتها أن عبد الله بن يحيى كان مشرّعا بحتا لا يتطلب التأويلات لأي أحد، وكان ذا هيبة ووجاهة عند ملوك زمانه مقبول الدعوة، فلما دخل الهند لنشر الدعوة إلى الله وجد أناسا من أهل الطرائق مقربين عند ملك حيدر أباد فأنكر عليهم شيئا من طريقتهم فإغتاظوا منه ودسوا له السّم فأكله ولكن عافاه الله منه بواسطة حذاق الأطباء بعد أن ألزموه أن يكون أكثر طعامه اللبن، فأعطاه ذلك الملك بقرة من أحسن نوع، فصار عبد الله بن يحيى لا يفارقها في جميع أسفاره برا وبحرا وبها لقّب.

## حياته السياسية
وإضافة إلى انقطاعه للعبادة إلا أنه كان مشاركا في الشؤون العامة وفي الأمور السياسية. فقد عاصر في مطلع حياته الفوضى السياسية التي شهدتها حضرموت، حتى قُسمت أحياء مدينة تريم بين سلاطين يافع المتصارعين على حكم المدينة. فبذل ماله وجهده ودعوته للإصلاح، ودعا لمبايعة خاله طاهر بن حسين بن طاهر أميرا للمؤمنين على حضرموت عام 1224 هـ، ولمع اسمه بين قادة هذه الثورة، ورغم أن هذه الإمارة لم تستمر طويلا إلا أنها أوقدت في نفسه وجوب حمل همّ الأمة، ومقارعة الحكام المستبدين وضرورة قيام العلماء بواجب المشاركة في الحياة السياسية، والنصيحة للحاكم. كما شارك في المفاوضات السياسية التي أدت إلى تأسيس الدولة الكثيرية الثانية وأقنع حاكم تريم عبد الله بن عوض غرامة ببيع ناصفة تريم للسلطان غالب بن محسن الكثيري سنة 1262 هـ وكان ذلك البداية لتوطيد السلطنة الكثيرية بحضرموت.

## مؤلفاته
جمع ثروة ضخمة من الكتب النفيسة والنادرة، منها ما ضم لمكتبة المخطوطات بتريم، ومنها ما لا يزال بأيدي ورثته. وله فتاوى مطبوعة ورسائل عديدة ونُبذ فقهية لطيفة، منها:
| - «فتاوى شرعية» - «السيوف البواتر لمن يقدم صلاة الصبح على الفجر الآخر» - «مناسك الحج والعمرة وآداب الزيارة النبوية» | - «سفينة الصلاة» - «تذكرة المؤمنين بفضائل عترة سيد المرسلين» - ديوان شعر |

## ذريته
له من الأبناء ستة هم: محمد الطاهر، وعقيل، وأبو بكر، ومحمد، وأحمد، وعمر. ومن أحفاده محمد بن عقيل أحد رواد الإصلاح والشريعة في العالم الإسلامي.

## وفاته
توفي بالمسيلة ليلة الاثنين الثاني والعشرين من شهر جمادى الأولى سنة 1265 هـ. ودفن داخل السقيفة بجانب خاليه طاهر وعبد الله ابني حسين بن طاهر.

### استشهادات
1. ↑  السقاف، عبد الرحمن بن عبيد الله (2005). إدام القوت في ذكر بلدان حضرموت. جدة، السعودية: دار المنهاج. ص. 826. مؤرشف من الأصل في 2022-08-23.
2. ↑  القضماني، محمد ياسر (2014). السادة آل باعلوي وغيض من فيض أقوالهم الشريفة وأحوالهم المنيفة. دمشق، سوريا: دار نور الصباح. ص. 179.
3. ↑  المشهور، عبد الرحمن بن محمد (1984). شمس الظهيرة (PDF). جدة، السعودية: عالم المعرفة. ج. الأول. ص. 311. مؤرشف من الأصل (PDF) في 2022-04-10.
4. ↑  عقيل، عبد الحميد بن زيني (2008). تراجم ونسب آل البيت؛ النسب المحسوب لكل جد منسوب. بيروت، لبنان: الدار العربية للموسوعات. ص. 35. مؤرشف من الأصل في 2023-04-08.
5. 1 2  السقاف، أحمد بن عبد الرحمن. الأمالي. تريم، اليمن: دار الأصول. ص. 50.
6. ↑  زبارة، محمد بن محمد (1931). نيل الوطر من تراجم رجال اليمن في القرن الثالث عشر الهجري (PDF). القاهرة، مصر: المطبعة السلفية. ج. الثاني. ص. 91.
7. 1 2  باذيب، محمد بن أبي بكر (2009). جهود فقهاء حضرموت في خدمة المذهب الشافعي. عمان، الأردن: دار الفتح. ج. الثاني. ص. 826.
8. ↑  السقاف، علي بن محسن (2009). الاستزادة من أخبار السادة. عمان، الأردن: دار الفتح. ج. الأول. ص. 689. ISBN:9789957231385.
9. ↑  الحبشي، عيدروس بن عمر (2009). عقد اليواقيت الجوهرية وسمط العين الذهبية بذكر طريق السادات العلوية. تريم، اليمن: دار العلم والدعوة. ج. الأول. ص. 548.
10. ↑  العطاس، علي بن حسين. تاج الأعراس على مناقب الحبيب صالح بن عبد الله العطاس (ط. الأولى). إندونيسيا: منارة قدس. ج. الأول. ص. 269.
11. ↑  الحبشي، عبد الله بن محمد (2004). مصادر الفكر الإسلامي في اليمن. أبوظبي: المجمع الثقافي. ص. 283.
12. ↑  السقاف، عبد الله بن محمد (1938). تاريخ الشعراء الحضرميين. الإسكندرية، مصر: مطبعة الرشديات. ج. الثالث. ص. 208.
13. ↑  الشبامي، محمد جبران (2008). الرحلة السميطية إلى الأراضي الحضرمية. تريم، اليمن: دار العلم والدعوة. ص. 47.
14. ↑  بن يحيى، عبد الله بن عمر (1971). فتاوى شرعية (PDF). القاهرة، مصر: مطبعة المدني.
15. ↑  عيديد، محمد بن حسن (2012). إتحاف المستفيد بذكر من أخذ عنهم وواخاهم السيد محمد بن حسن عيديد. ص. 76.
16. ↑  بن يحيى، عبد الله بن عمر. السيوف البواتر لمن يقدم صلاة الصبح على الفجر الآخر (PDF).
17. ↑  ابن حميد الكندي، سالم بن محمد (2003). تاريخ حضرموت المسمى بالعدة المفيدة الجامعة لتواريخ قديمة وحديثة. صنعاء، اليمن: مكتبة الإرشاد. ج. الأول. ص. 448.

## وصلات خارجية
- ديوان عبدالله بن عمر بن يحيى - محب الكتب.